# Tyrone Keogh
Tyrone „Ty“ Keogh (* 1982 in Johannesburg) ist ein südafrikanischer Schauspieler und ein Model.

## Leben
Keogh wurde 1982 als Sohn des südafrikanischen Theater- und Filmschauspielers Danny Keogh geboren. Seine Mutter ist die Filmproduzentin Debbie Keogh. 2011 gewann er den Cleo-Bachelor-of-the-Year-Wettbewerb in Fourways, Johannesburg. In der südafrikanischen Ausgabe des GQ – Gentlemen’s Quarterly wurde er 2012 zum am besten gekleideten Mann gewählt. Von 2012 bis 2014 war er in einer Beziehung mit der ehemaligen Miss South Africa und heutigen Moderatorin Nicole Flint. Seit 2016 ist er mit der Schauspielerin Shivani Ghai verheiratet.
Über seine Eltern fand er den Weg zum Schauspiel und debütierte 2004 im Spielfilm Blast als Filmschauspieler. In den folgenden Jahren erhielt er Filmrollen unter anderen in Goodbye Bafana, The Deal – Eine Hand wäscht die andere, Starship Troopers 3: Marauder und Death Race 2. Von 2011 bis 2013 stellte er in insgesamt 412 Episoden der Fernsehserie The Wild die Rolle des Jack van Reenen dar. Wiederkehrende Rollen erhielt er später unter anderem in den Fernsehserien Dominion, Black Sails, The Girl from St. Agnes und Still Breathing. 2024 stellte er in zehn Episoden der Fernsehserie Die Byl die Rolle des William Miller dar. Im Sommer 2024 wurde bekannt, dass er im Netflix Original One Piece die Rolle des Dalton spielen wird.

## Filmografie (Auswahl)
- 2004: Blast
- 2006: Blood Diamond
- 2007: Goodbye Bafana
- 2007: More Than Just a Game
- 2008: The Deal – Eine Hand wäscht die andere (The Deal)
- 2008: Starship Troopers 3: Marauder
- 2008: Generation Kill (Miniserie, Episode 1x04)
- 2008: Service Pistol (Kurzfilm)
- 2010: The Tunnel (Kurzfilm)
- 2010: Death Race 2
- 2011: Waterfront (Fernsehfilm)
- 2011–2013: The Wild (Fernsehserie, 412 Episoden)
- 2013: SAF3 (Fernsehserie, Episode 1x04)
- 2014: Dominion (Fernsehserie, 7 Episoden)
- 2014: Homeland (Fernsehserie, Episode 4x08)
- 2015: Eye in the Sky
- 2017: Black Sails (Fernsehserie, 2 Episoden)
- 2017: 24 Hours to Live
- 2017: Accident
- 2019: The Girl from St. Agnes (Fernsehserie, 8 Episoden)
- 2020: Still Breathing (Fernsehserie, 13 Episoden)
- 2020: Transference – A Bipolar Love Story
- 2020: Jerusalema – South African Film Industry (Kurzfilm)
- 2024: Summertide (Fernsehserie)
- 2024: Die Byl (Fernsehserie, 10 Episoden)